# Oratorio della Santissima Trinità (Loreo)
L'oratorio della confraternita della Santissima Trinità, o semplicemente oratorio della Santissima Trinità, è un edificio religioso, più precisamente indicato come oratorio, situato in piazza del Longhena a Loreo, in provincia di Rovigo e diocesi di Chioggia.
Costruito nel 1613, fu voluto per dare una sede alla Confraternita dei Fradei, confraternita riconosciuta dalla chiesa cattolica, istituita nel 1608 dal vescovo Lorenzo Prezzato ed una delle poche ancora - tra quelle attive - ad avere origini così remote.
Al suo interno si possono ammirare il settecentesco altare maggiore, impreziosito da un gruppo marmoreo raffigurante la Santissima Trinità e i santi Antonio di Paola e Carlo Borromeo. Un'opera dello scultore e pittore chioggiotto Achille Brusomini Naccari su uno degli altari laterali, recante l'incontro di Sant'Antonio con Ezzelino III da Romano, alcuni pale d'altare di soggetto mariano ed un'opera pittorica proveniente dalla chiesa di Santa Maria Assunta in Retinella: la Vergine col Bambino e Sant'Anna in gloria e quattro santi del pittore veneziano Domenico Campagnola. Vi è inoltre conservato un affresco staccato del XVI secolo attribuito, pur senza certezza, alla scuola di Giovanni Bellini, raffigurante la Vergine, Gesù e santi, proveniente dal Palazzo del Municipio e dal quale fu tradotto nel 1904. Suggestive sono le due statue settecentesche in marmo bianco raffiguranti, una San Matteo e l'angelo, l'altra un santo identificato con Sant'Andrea recante un particolare pesce ai suoi piedi. Una statua simile si trova a poca distanza dall'oratorio, sopra le mura dell'orto della famiglia Mengolati, dove si incontra ancora un pesce ai piedi del santo (probabilmente uno storione) e si distingue chiaramente la croce decussata alle spalle del martire.

### Pubblicazioni
- Luciano Scarpante, Da Loreo a Rosolina, in Ventaglio 90, n. 48, gennaio 2014 (archiviato dall'url originale il 5 maggio 2014).